# TC머티리얼즈
TC머티리얼즈는 울산광역시 울주군 온산읍 산남길 64에 본사를 둔 에나멜 동선 기업이다.

## 역사
- 2021년 TC머티리얼즈를 약 260억 원에 인수
- 2025년 대신밸런스제15호스팩을 흡수 합병하여 우회상장[5]

## 제품
- 평각동선
- 동부스바
- 동합금

## 고객사
- HD현대일렉트릭
- 효성중공업